# Мурлон, Мишель Феликс
Мишель Феликс Мурлон (11 мая 1845, Моленбек-Сен-Жан — 25 декабря 1915, Ватермаль-Буафор) — бельгийский геолог и палеонтолог, доктор естественных наук Бельгийского свободного университета, куратор Музея естественных наук Бельгии.
Первоначально изучал философию в Брюссельском университете. Степень доктора естественных наук получил в 1863 году. Вёл научные исследования в центральной части Франции, после защиты диссертации о причинах извержений и землетрясений получил степень агреже. В марте 1872 года был назначен куратором Музея естественных наук, специализируясь в этот период на конхологии. По распоряжению правительства в 1878 году участвовал в составлении геологической карты Бельгии с пояснительным текстом, при составлении карты специализируясь на позднем девонском периоде в Арденнах, а также на мезозое, третичном и четвертичном периодах в Кондрозе и северной Фландрии. В 1875 году женился на дочери швейцарского консула. В 1876 году стал членом-корреспондентом, в 1886 году — действительным членом Бельгийской королевской академии наук, письменности и изящной словесности. С 16 декабря 1896 года был главным инспектором шахт в новосозданной геологической службе страны; в отставку вышел в 1912 году.
Дополнением к геологической карте стала его книга «Géologie de la Belgique» (1880—1881); ему же принадлежат: «Recherches sur l’origine des phenomenes volcaniques et des tremblements de terre» (Брюссель, 1867), издание «Terrains crétacés et tertiaires» Дюмона (1878—1882), ряд статей о девонской формации, об ископаемых тюленевых и моллюсках и так далее.